# ناندور کواکس
ناندور کواکس (به انگلیسی: Nándor Kovács) ژیمناست زادهٔ ۱۸ مهٔ ۱۸۸۱ میلادی اهل کشور مجارستان است.